# Jeremy Kench
Jeremy Kench, né le 27 avril 1984 à Wellington, en Nouvelle-Zélande, est un joueur néo-zélandais de basket-ball, évoluant au poste de meneur. 

## Palmarès
- Champion d'Océanie 2009